# Famy
Famy es un municipio filipino de quinta clase, perteneciente a la provincia de La Laguna, en la región de Calabarzon.

## Organización territorial
Se divide en veinte barangayes, a saber:
- Asana
- Bacong-Sigsigan
- Bagong Pag-Asa
- Balitoc
- Banaba
- Batuhan
- Bulihan
- Caballero
- Calumpang
- Kapatalan
- Cuebang Bato
- Damayan
- Kataypuanan
- Liyang
- Maate
- Magdalo
- Mayatba
- Minayutan
- Salangbato
- Tunhac

## Demografía
En 2020, tenía censados 16 791 habitantes.